# TADA
 (septembre 2020).
TADA (Toekomst Atelier de l'Avenir) est une asbl bruxelloise bilingue français-néerlandais qui propose un cycle de trois ans d'activités parascolaires à des adolescents socialement vulnérables.
Des bénévoles de différents secteurs accueillent tous les samedis des jeunes âgés de 10 à 14 ans. Ils leur parlent de leur profession et permettent aux élèves de découvrir leurs propres possibilités et talents grâce à des séances de questions-réponses, des exercices pratiques, des visites et des débats.

## Historique
L'asbl TADA est créée par Sofie Foets en 2013 sur le modèle de l'organisation néerlandaise IMC Weekendschool (nl) fondée en 1998 à Amsterdam, pour offrir un ascenseur social aux enfants issus de l'immigration ou de quartiers défavorisés bruxellois et prévenir le décrochage scolaire,. L'association obtient rapidement le soutien financier de CVC Capital Partners. Comptant à l'origine deux employés, une dizaine de bénévoles et 49 élèves, l'équipe de TADA comporte fin 2016 douze employés et un millier de bénévoles qui prennent en charge 500 élèves et fin 2018, 850 enfants sont inscrits aux ateliers.
Après la première antenne installée à Saint-Josse, TADA a ouvert quatre autres antennes : une à Anderlecht dans le quartier de Cureghem, deux à Molenbeek et une à Schaerbeek.

## Fonctionnement
En début d'année scolaire, TADA présente son projet aux élèves de cinquième primaire dans les écoles fréquentées par les jeunes issus de quartiers défavorisés ; les jeunes intéressés s'engagent à venir assister chaque samedi durant trois ans, donc jusqu'à la fin de la première secondaire, à la présentation d'un métier par des professionnels (avocats, médecins, bouchers, infirmiers, journalistes, créateurs de mode, architectes, régisseurs…) tous bénévoles,,. Les présentations respectent un équilibre entre métiers techniques, artistiques et intellectuels. Après une séance de questions-réponses, les enfants suivent des exercices pratiques. Des visites d'entreprises et des participations à des débats, comme au Parlement bruxellois, sont également organisées.
Le but de la formation est de développer des compétences plutôt qu'une vocation, en accroissant la confiance des jeunes en eux-mêmes et dans la société, en travaillant l’écoute, la prise de décisions en équipe et la prise de parole devant un groupe.

## Reconnaissance
En 2014, TADA a été lauréat de la Fondation Reine Paola dans la catégorie « Innovation dans l'éducation extrascolaire ».